# Deniz Gezmiş
Deniz Gezmiş, född 28 februari 1947 i Ankara, död där 6 maj 1972 (avrättad), var en turkisk revolutionär och kommunist. Han studerade vid Istanbuls universitet början av 1970-talet och dömdes till döden 1972 för att ha bedrivit revolutionär verksamhet. Han avrättades tillsammans med de andra ledarna Huseyin Inan och Yusuf Aslan.
1. ↑  Bibliothèque nationale de France, BnF Catalogue général : öppen dataplattform, id-nummer i Frankrikes nationalbiblioteks katalog: 136204422.[källa från Wikidata]